# Fanny Eaton
Fanny Eaton (Parrocchia di Saint Andrew, 23 giugno 1835 – Acton, 4 marzo 1924) è stata una modella inglese di origine giamaicana.
È nota per essere stata una modella per la confraternita dei preraffaelliti tra il 1859 e il 1867. Il suo debutto avvenne con il dipinto La madre di Mosè di Simeon Solomon, il quale venne esposto all'accademia reale nel 1860. Ella apparve anche in opere di Dante Gabriel Rossetti, Joanna Mary Boyce, Rebecca Solomon e altri.

## Biografia
Fanny Eaton nacque come Fanny Antwistle o Entwhistle il 23 giugno 1835 nella parrocchia di Saint Andrew, in Giamaica. Sua madre era Matilda Foster, una donna di discendenza africana, che potrebbe essere nata schiava. Non viene citato il padre nel suo certificato di nascita, pertanto si pensa che Fanny fosse una figlia illegittima. Eaton e sua madre giunsero in Inghilterra negli anni Quaranta del XIX secolo. Nel 1851 si sa che viveva a Londra con sua madre e che lavorava come domestica. Nel 1857 sposò James Eaton, un vetturino proprietario di una carrozza, il quale era nato il 17 febbraio 1838 a Shoreditch. La coppia ebbe dieci figli.

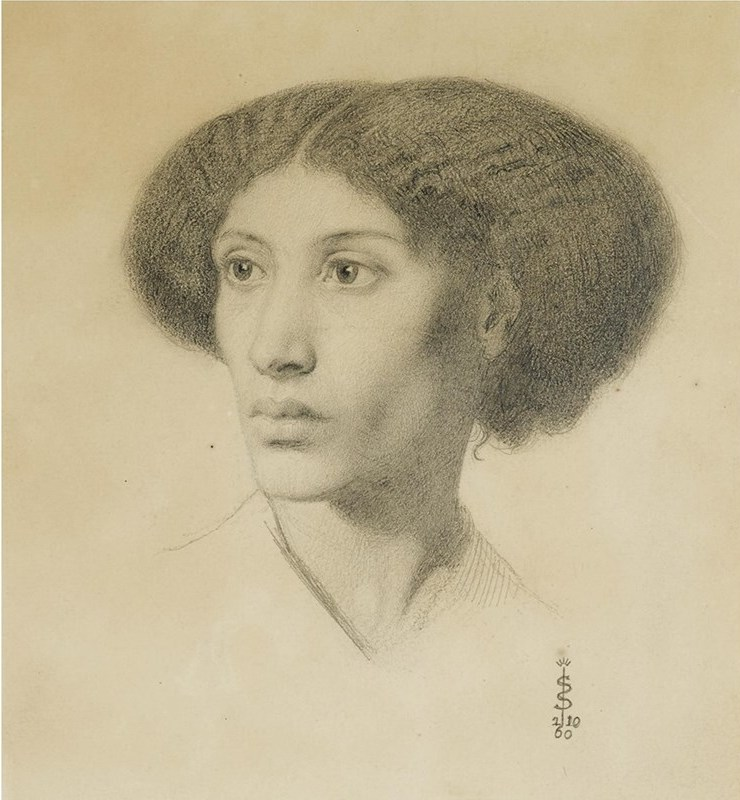
Un ritratto di Fanny realizzato da Simeon Solomon nel 1860 circa.

Fu durante questo periodo della vita di Fanny Eaton, ora sia madre che moglie, che ella iniziò a fare da modella per i preraffaelliti. Eaton lo fece per aumentare il suo salario, oltre a quello da donna delle pulizie, e per allevare i suoi figli. I suoi tratti somatici caratteristici (come gli zigomi alti) furono usati dagli artisti per raffigurare vari personaggi etnici. I primissimi studi realizzati sono degli schizzi a matita che Simeon Solomon disegnò nel 1859. Ella fece da modella anche per William Blake Richmond e Albert Joseph Moore, come dimostra il dipinto La schiava di Richmond (1886), conservato nelle collezioni del Tate.

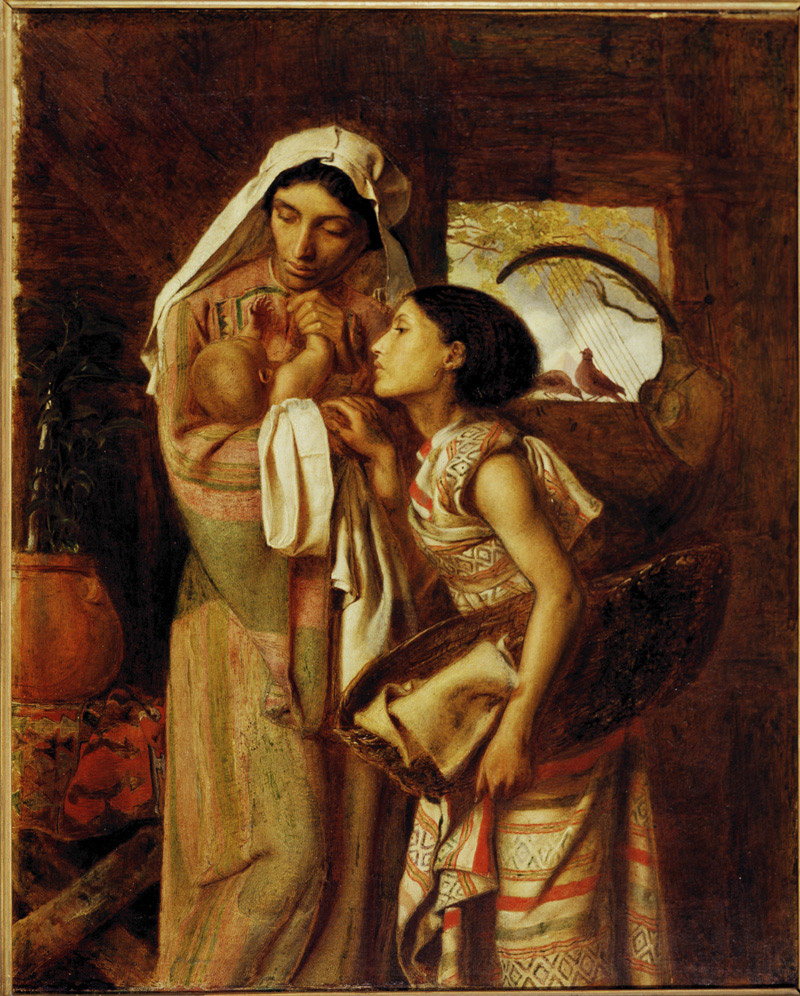
Simeon Solomon, La madre di Mosè, 1860

Questi schizzi vennero usati da Solomon come disegni preparatori per La madre di Mosè, oggi nelle collezioni del museo d'arte del Delaware. Due schizzi specifici da questa serie ritraggono infatti la signora Eaton nei panni di Iochebed e Miriam, rispettivamente la madre e la sorella di Mosè. Il dipinto finito venne esposto all'accademia reale inglese nel 1860. Nel 1865, Dante Gabriel Rossetti la ritrasse come una delle damigelle d'onore nel suo dipinto L'amata. Ella è anche presente nel dipinto Iefte di John Everett Millais (1867) e in un disegno a carboncino di Rossetti, ora al centro artistico dell'università di Stanford, in California.
Nel 1881, Eaton era vedova e faceva la cucitrice. Negli ultimi anni della sua vita fece la cuoca domestica nell'isola di Wight per un mercante di vino di Portsea e sua moglie, John e Fanny Hall. Nel 1911, tuttavia, si dice che Fanny risiedesse con la sua famiglia a Hammersmith: assieme a lei c'erano sua figlia Julia, il suo genero Thomas Powell e i nipoti Baden e Connie Powell. Dopo una lunga vita da emigrata della classe lavoratrice, Fanny Antwisle Eaton morì ad Acton il 4 marzo 1924, all'età di 88 anni. Oggi è sepolta al cimitero Margravine Road di Hammersmith.

## Omaggi
Nel 2018, durante le celebrazioni per il centenario del diritto di voto alle donne, il giornale The Voice citò Eaton tra le otto donne nere che hanno contribuito allo sviluppo della Gran Bretagna. Tra l'ottobre del 2019 e il gennaio del 2020, fu inoltre una delle dodici donne incluse nella mostra Pre-Raphaelite Sisters alla galleria nazionale di ritratti di Londra. Nell'ottobre del 2020, durante il mese della storia dei neri, la rivista Prima definì Eaton come una delle sei donne nere inglesi ad aver cambiato il mondo.